# Clark L. Hull
Clark Leonard Hull, född den 24 maj 1884, Akron, New York, död den 10 maj 1952 New Haven, Connecticut, var en inflytelserik amerikansk psykolog som försökte förklara inlärning och motivation genom vetenskapliga lagar för människors beteende.

## Biografi
Hull föddes i Akron i staten New York. Han studerade matematik, fysik och kemi, med målet att bli ingenjör, men ändrade riktning när han träffade på verk av Watson och Pavlov. Han tog kandidat- och magisterexamen vid University of Michigan, och 1918 doktorsexamen vid University of Wisconsin-Madison, där han även undervisade 1916-1929. Hans doktorsavhandling om "kvantitativa aspekterna av utvecklingen av begrepp" publicerades i Psychological monographs.
Hull tillbringade den mogna delen av sin karriär vid Yale University, dit han rekryterades av presidenten och tidigare psykologen, James Rowland Angell. Han utförde forskning som visar att hans teorier kan förutsäga beteendet. Hans mest betydande verk var Mathematico-Deductive Theory of Rote Learning (1940), samt Principles of Behavior (1943), som etablerat hans analys av djuriskt lärande och anpassning som dominerande inlärningsteori för sin tid. Modellen uttrycks i biologiska termer: Organismer lider nöd, fattigdom skapar behov, behov aktivera drifter, drifterna aktiverar beteendet, beteendet är målinriktat på att uppnå målet har överlevnadsvärde.

### Formel för att bestämma motivation
Hulls formel för att bestämma motivation, var SER = SHR * D så att: 
SER = excitatoriska potentialen (sannolikheten för att organismen skall avge svaret r till stimulus s), 
SHR = vanans styrka (härlett från tidigare prövningar av anpassning), 
D = drive styrka ( bestäms av, t ex, av antal timmar av berövande av mat, vatten, etc. En rad andra faktorer tillfördes gradvis till formeln för att uppnå resultat som inte erhölls i denna enkla funktion och småningom blev formeln:
Ser = V x D x K x J x SHR - Sir - Ir - Sor - SLR
sådan att V är den givna stimulansen.
Hull betonade experimentet som en organiserad teori om lärande, samt vilken typ av vanor, som han hävdade var kopplingar mellan en stimulus och respons. Beteenden påverkades av mål som syftade till att tillfredsställa primära behov som hunger, törst, sex, och undvikande av smärta.

### Studier om hypnos
Hull tillskrivs ofta att ha inlett den moderna studiet av hypnos. Hans arbete Hypnosis  and Suggestibility (1933) var en noggrann studie av fenomenet, med hjälp av statistisk och experimentell analys. Hans studier visade med eftertryck en gång för alla att hypnos inte är relaterade till sömn ("hypnos inte sova, ... den har ingen speciell relation sömn, och hela konceptet med sömn när den tillämpas på hypnos fördunklar situationen").
Det viktigaste resultatet av Hulls studie var undersökningen av sanningshalten i de till synes extravaganta påståenden om hypnotisörer, särskilt när det gäller extraordinära förbättringar av kognition eller sinnena genom hypnos. Experimenten visade verkligheten i vissa klassiska fenomen som psykiskt inducerad smärtlindring och uppenbar hämning av minne.
Dock indikerade Hulls arbete att dessa effekter skulle kunna uppnås utan att hypnos betraktas som ett distinkt tillstånd, utan snarare som ett resultat av förslag och motivation, som var en föregångare till den beteendemässiga studier av hypnos. Likaså kan måttliga ökningar av viss fysisk kapacitet och förändringar av tröskeln av sensorisk stimulering induceras psykologiskt, där dämpning effekter kan vara särskilt dramatisk.

### Erkännande och död
År 1929 började Hull sin anställning hos Yale University och behöll den fram till sin död. Han fick Warrenmedaljen år 1945 från Society of Experimental psychologists. Han avled den 10 maj 1952 i New Haven , Connecticut.

### Allmänna källor
- Bra Böckers lexikon, 1976